# Elaver kohlsi
Elaver kohlsi är en spindelart som först beskrevs av Willis J. Gertsch och William Livingston Jellison 1939.  Elaver kohlsi ingår i släktet Elaver och familjen säckspindlar. Inga underarter finns listade i Catalogue of Life.